# 藤原秀道
藤原 秀道（ふじわら の ひでみち）は、平安時代初期から前期にかけての貴族。藤原北家末茂流、紀伊守・藤原総継の子。光孝天皇の外叔父。

## 経歴
仁明朝末の承和15年（848年）従五位下に叙爵し、安房守次いで大炊頭に任ぜられる。文徳朝末の斉衡4年（857年）越後介次いで信濃介と地方官に転じるが、天安2年（858年）正月には左兵衛佐と早くも京官に復す。
同年8月に清和天皇が践祚すると、秀道は9月には右馬頭に転じ、その後も清和朝で長く左右馬頭を務める一方で、貞観元年（859年）従五位上、貞観11年（869年）正五位下と昇進し、貞観17年（875年）迄に従四位下に至る。貞観19年（877年）陽成天皇の即位に伴って国母の藤原高子が皇太夫人になると、秀道は従四位上・中宮大夫に叙任されて高子に仕えるが、元慶3年（879年）2月10日卒去。最終官位は従四位上行中宮大夫。
元慶8年（884年）甥にあたる光孝天皇の即位に伴って蔵人頭に任ぜられ、これを2ヶ月務めて辞任したとする文献もある。

## 官歴
注記のないものは『六国史』による。
- 承和15年（848年） 正月7日：従五位下。3月20日：安房守。5月28日：大炊頭
- 斉衡4年（857年） 2月16日：越後介。2月23日：信濃介
- 天安2年（858年） 正月16日：左兵衛佐。9月14日：右馬頭
- 貞観元年（859年） 11月19日：従五位上
- 貞観7年（865年） 3月9日：左馬頭
- 貞観11年（869年） 正月7日：正五位下
- 貞観17年（875年） 6月8日：見従四位下
- 貞観19年（877年） 正月3日：従四位上。正月10日：中宮大夫
- 元慶3年（879年） 2月10日：卒去（従四位上行中宮大夫）
- 元慶8年（884年） 2月4日：蔵人頭。4月：蔵人頭辞任[1]

## 系譜
『尊卑分脈』による。
- 父：藤原総継
- 母：不詳
- 生母不詳の子女
  - 男子：藤原恒澤
  - 男子：藤原恒永
  - 男子：藤原恒興
  - 男子：藤原恒峯